# Carex cryptochlaena
Carex cryptochlaena är en halvgräsart som beskrevs av Herman Theodor Holm. Carex cryptochlaena ingår i släktet starrar, och familjen halvgräs.
Artens utbredningsområde är Alaska. Inga underarter finns listade i Catalogue of Life.